# Robert Rich (2e comte de Warwick)

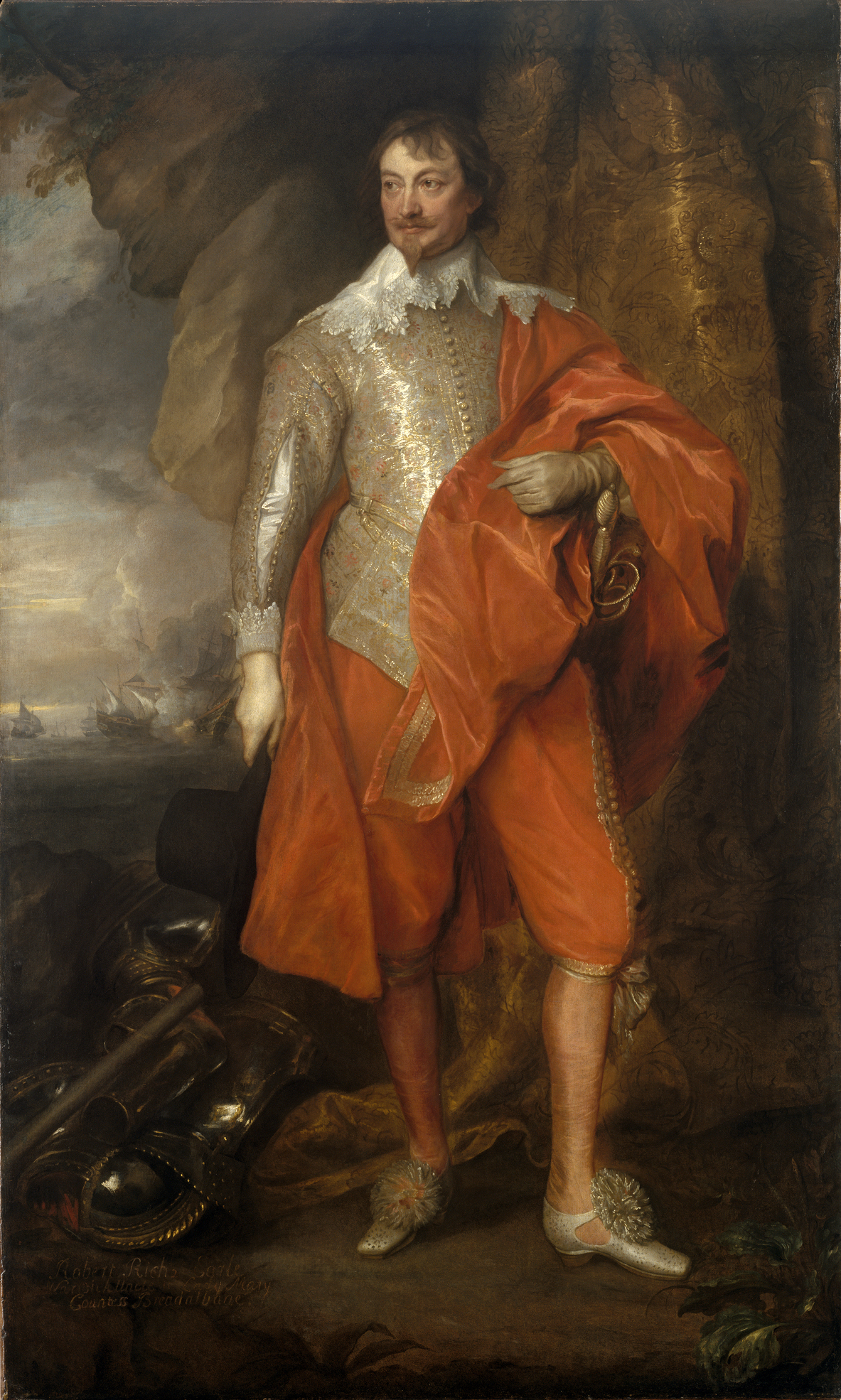
Le comte de Warwick par van Dyck.

Robert Rich, 2e comte de Warwick (5 juin 1587–19 avril 1658) est un amiral et administrateur colonial anglais. Ce puritain est l'un des chefs de file du Parti whig et un proche de Cromwell.

## Biographie
Rich, en tant que fils aîné de Robert Rich (1er comte de Warwick) et de son épouse Penelope Devereux, reprend le titre de son père (comte de Warwick) en 1619 (parmi ses frères cadets, il y a Henry Rich (1er comte de Holland)). Il manifeste très jeune de la fascination pour les aventures coloniales, devient actionnaire de la compagnie de Guinée, de la compagnie de Nouvelle-Angleterre, et la compagnie de Virginie, ainsi que de la Somers Isles Company, filiale de la Virginia Company. Les entreprises du comte de Warwick l'opposent à la Compagnie britannique des Indes orientales (1617) et à la Virginia Company, dont il parvient finalement à obtenir la dissolution en 1624. Son expédition corsaire de 1627 contre les intérêts espagnols tourne à l'échec.
Les convictions puritaines et les liens de Warwick avec la Lower Church l'éloignent peu à peu de la cour mais elles le rapprochent des colonies de Nouvelle-Angleterre. En 1628, il obtient indirectement une patente pour la Colonie de la baie du Massachusetts, et en 1631 fait accorder la patente Saybrook au Connecticut. Contraint de démissionner de la présidence de la compagnie de Nouvelle-Angleterre cette année-là, il n'en continue pas moins à administrer la Somers Isles Company et la Providence Island Company, fondée en 1630, qui administre Old Providence sur Mosquito Coast. Simultanément, en Angleterre, Warwick s'oppose à l'emprunt forcé de 1626, à la perception en temps de paix de l'impôt sur les régions côtières (ship money), et à la politique religieuse de l'archevêque Laud.
Sa plantation de Richneck se trouve sur le site de la ville indépendante de Newport News (Virginie). Plusieurs rivières et terres portent son nom en Amérique : l'estuaire de Warwick en Virginie, Warwick Towne, et le Comté de Warwick (Virginie), ainsi que Warwick (Rhode Island) et Warwick aux Bermudes (alias « Isles Somers »). La plus ancienne école des Bermudes, Warwick Academy (vers 1650), a été édifiée sur une terre donnée par le comte de Warwick.
En 1642, après la destitution du comte de Northumberland en tant que lord-grand-amiral, Warwick est nommé commandant de la flotte par le Parlement. En 1643 il est nommé à la tête d'une commission chargée du gouvernement des colonies, parmi lesquelles, dès l'année suivante, les plantations de Providence, ancêtre de l'État du Rhode Island : à ce titre, il parvient à garantir aux colons une large liberté de culte.
En tant que commandant de la flotte, en 1648, Warwick reprend, lors de la deuxième guerre civile anglaise les trois châteaux des Downs (Walmer, Deal et Sandown) au nom du Parlement, et est nommé capitaine général de la place de Deal de 1648 à 1653. Mais lors de la dissolution de la Chambre des lords en 1649, il est démis de ses charges et se retire de la vie politique. C'est un intime de Cromwell, dont la fille Frances épouse son petit-fils et héritier homonyme Robert Rich, en 1657.

## Famille
Robert Rich épouse en premières noces, en février 1605, Frances Hatton (1590-1623), fille et héritière de Sir William Newport alias Hatton (1560-1597) et d'Elizabeth Gawdy : elle lui donne au moins cinq enfants.
Sa deuxième femme, qu'il épouse avant le 20 janvier 1626, est Susan (née Rowe) Halliday (1582-1646), fille du Lord-maire de Londres, Henry Rowe, et de Susan Kighley, par ailleurs déjà veuve de William Halliday (d.1624), Alderman de Londres.
Enfin il épouse Eleanor Wortley, veuve de Sir Henry Lee et d'Edward Radclyffe (6e comte de Sussex); à la mort de Warwick elle a un quatrième époux, Edward Montagu (2e comte de Manchester), qui lui-même a épousé sa belle-fille Anne Rich.
Enfants :
- Lady Frances Rich, devenue comtesse de Scarsdale; elle épouse Nicholas Leke, 2e comte de Scarsdale (1612-1681) ;
- Lady Anne Rich, devenue comtesse de Manchester (1604-14 février 1641/2), elle épouse Edward Montagu (2e comte de Manchester) en 1625, et a pour fils Robert Montagu, 3e comte de Manchester. Antoine van Dyck a composé un double portrait[8] de sa sœur Lady Essex Rich et d'elle ;
- Robert Rich (3e comte de Warwick) (1611-1659) ;
- Lady Lucy Rich, qui devient comtesse de Radnor (1615-après 1635), par mariage avec John Robartes (1er comte de Radnor) ;
- Charles Rich (4e comte de Warwick) (1611–1673), qui succède à son frère en 1659 ;
- Lady Essex Rich, peinte par Antoine van Dyck avec sa sœur Anne.